# Harraria
Harraria is een geslacht van vlinders van de familie snuitmotten (Pyralidae).

## Soorten
- H. diehlella Marion & Viette, 1956
- H. rufipicta Hampson, 1930